# EuroVelo 12

La ruta ciclista del Mar del Norte (EuroVelo 12) a partir de mayo de 2009. Las secciones de las islas belgas y escocesas no se muestran.

Euro Velo 12 (EV12), la Ruta Ciclista del Mar del Norte, tiene 5.942 km,  alrededor de las costas de los países que bordean el Mar del Norte : estos países son (en el sentido de las agujas del reloj  de Harwich en Essex) Inglaterra, Escocia, Noruega, Suecia, Dinamarca, Alemania, los Países Bajos y Bélgica.
La Ruta Ciclista del Mar del Norte se inauguró oficialmente en 2001 y es un proyecto internacional entre los países participantes, con 68 socios en 8 países. En 2003, la ruta recibió un certificado de récord mundial Guinness que confirma que la ruta ciclista del Mar del Norte era la ruta ciclista más larga del mundo.

## Ruta
La ruta partiendo de las islas Shetland hacia Noruega atravesaría los países en el siguiente orden:

### Escocia
La sección escocesa de la ruta ciclista del Mar del Norte sigue la ruta ciclista nacional británica 1 ( NCR 1 ) desde la frontera inglesa hasta Thurso, en el extremo nororiental del continente escocés. Desde el cercano puerto de Scrabster, la ruta continúa a través de servicios de ferry hasta Stromness en Orkney y desde allí hasta Shetland . A partir de ahí la ruta se inicia de nuevo en Noruega .
(El servicio de ferry que une Lerwick en Shetland con Bergen en Noruega es descontinuado. La alternativa son los vuelos dos veces por semana solo en verano desde el aeropuerto de Sumburgh al sur de Lerwick a Bergen en Noruega, operados por Loganair . )

### Inglaterra
En el sentido de las agujas del reloj, comenzando en la ciudad portuaria inglesa de Harwich. Los viajeros del continente normalmente comenzarían la sección inglesa de la ruta ciclista del Mar del Norte en el puerto internacional de Harwich en Parkeston . A partir de ahí, hay una ruta señalizada que se encuentra con la NCR51 de National Cycle Network en un parque al sur de la estación de Dovercourt . Luego, la ruta está señalizada como NCR51 al sureste de Colchester, donde luego sigue la ruta ciclista nacional 1 . Una vez en la NCR 1, esta ruta lo lleva hasta la frontera escocesa.
Una ruta alternativa desde Harwich es tomar la National Cycle Route 51 en la otra dirección, luego tomar un ferry (de temporada) hacia el norte usando la NCR 51 hasta Felixstowe y luego dirigirse directamente a la NCR1 usando la Regional Cycle Route 41 hasta Woodbridge o tomar un ruta más pintoresca usando RCR41 hasta la costa de Suffolk y unirse a NCR1 cerca de Saxmundham .

### Bélgica
La sección belga de la ruta ciclista del Mar del Norte se ha añadido en una fecha posterior. Básicamente continúa siguiendo la LF1 desde los Países Bajos y va desde Knokke en la región de Zwin hasta Ostende, Nieuwpoort y De Panne cerca de la frontera con Francia. (El LF1 finalmente termina en Boulogne-sur-Mer en Francia. )

### Países Bajos
La sección holandesa de la Ruta Ciclista del Mar del Norte tiene aproximadamente 585 km de largo y sigue dos rutas LF nacionales, la LF10 (Waddenzeeroute) y la LF1 (Noordzeeroute), comenzando en la frontera alemana en Nieuweschans hasta Sluis cerca de la frontera belga.
El LF10 parte de Nieuweschans cerca de la frontera alemana y continúa 275 km  a Callantsoog . Esta ruta le muestra lo mejor de la costa de Groningen y Frisia. El viento fresco y salado acaricia tu espalda y contempla los interminables pastos verdes que recorren despoblados,
mares interiores  y diques de basalto. Los puntos destacados incluyen la antigua isla de Wieringen en el norte de Holanda, parte de la ruta, el Parque Nacional Lauwersmeer . La ruta también pasa por todos los puertos con conexiones de ferry al Mar de Wadden holandés. Pasar a las islas  Vlieland y Schiermonnikoog es posible.
Desde Callantsoog, la ruta sigue la LF1 desde la cercana Den Helder y continúa 310 km a Sluis cerca de la frontera belga.
Antes de que se incluyeran las secciones belgas, la Ruta Ciclista del Mar del Norte terminaba originalmente en Hook of Holland, donde el ferry de pasajeros navegan hacia el puerto inglés de Harwich, completando así el circuito de la Ruta Ciclista del Mar del Norte.

### Alemania
La sección alemana de la Ruta Ciclista del Mar del Norte sigue la ruta D1 de la Red Ciclista Alemana . Esta ruta sigue en su mayor parte la costa del Mar del Norte a través de áreas rurales, pero también pasa por varios pueblos y ciudades. Conocerá varias partes del paisaje del Mar de Wadden, que es absolutamente único. A veces, la ruta se desvía tierra adentro hacia un paisaje más variado.

### Dinamarca
La sección danesa de la ruta ciclista del Mar del Norte sigue dos rutas de la red de rutas ciclistas nacionales danesas, las rutas 5 y 1. Comienza justo al otro lado del canal de Suecia en el puerto danés de Grenå en la península de Djursland . Siguiendo la ruta nacional 5 va hacia el norte hasta Skagen . Desde Skagen continúa hacia el sur a lo largo de la costa oeste siguiendo la ruta 1 hasta llegar a la ciudad de Rudbøl en la frontera con Alemania.

### Suecia
La sección sueca de la ruta ciclista del Mar del Norte es de 380 km y sigue la costa oeste de Suecia a través de los condados de Halland y Västra Götaland .
Desde Noruega, la ruta comienza en Svinesund y sigue la ruta ciclista Cykelspåret a través de la provincia de Bohuslän hacia Gotemburgo . Las señales  de la ruta ciclista Cykelspåret están en mal estado, lo que hace necesaria una navegación GPS adicional. Desde Gotemburgo, sigue las rutas ciclistas de Ginstleden y Cykelspåret Väst hacia el sur hasta el puerto de Varberg . Desde allí, la ruta sale de Suecia con el ferry a Grenå en Dinamarca.

### Noruega
La sección noruega de la ruta ciclista del Mar del Norte comienza en Bergen y sale hacia Suecia en Svinesund . La ruta sigue la costa sur y tiene aproximadamente 1000 kilómetros de largo.[cita requerida] A lo largo de la ruta se visitan varios pueblos, entre ellos Haugesund, Stavanger, Kristiansand, Arendal, Larvik, Sandefjord, Tønsberg, Fredrikstad y Sarpsborg .
Toda la ruta está marcada con un cartel que dice 1, ya que comparte ruta con la ruta ciclista nacional noruega 1 .
Debido a que las antiguas rutas de ferry han sido reemplazadas por túneles prohibidos para bicicletas, la ruta ahora se está moviendo hacia el interior al este de Stavanger para llegar a Bergen. Incluso esta ruta podría cambiar, ya que utiliza el ferry de Stavanger a Tau, que ha sido reemplazado por el 14 km Ryfylke Tunnel, que está prohibido para bicicletas.

## Diarios de viaje
- Amigo, Bernie, Ciclismo de regreso a la felicidad - Aventura en la ruta ciclista del Mar del Norte ,ISBN 978-1-906206-71-0 .